# الجبهة الجنوبية الغربية (الإمبراطورية الروسية)
الجبهة الجنوبية الغربية كانت وحدة كبيرة من الجيش الإمبراطوري الروسي خلال الحرب العالمية الأولى. أنشئت في 19 آب / أغسطس 1914.

## قادة الجبهة الجنوبية الغربية
- 19.07.1914-17.03.1916 : القائد العام للمشاة نيكولاي ايفانوف
- 17.03.1916-21.05.1917 : قائد الفرسان العام ألكسي بروسيلوف
- 22.05.1917-10.07.1917 : الجنرال الكسي غوتور
- 10.07.1917-18.07.1917 : القائد العام للمشاة لافر كورنيلوف
- 24.07.1917-31.07.1917 : اللفتنانت الجنرال بيتر بالويف
- 02.08.1917-29.08.1917 : اللفتنانت الجنرال انطون إيفانوفيتش دينيكين
- 29.08.1917-09.09.1917 : اللفتنانت الجنرال فيودور اوغورودنيكوف
- 09.09.1917-24.11.1917 : اللفتنانت الجنرال نيكولاي فولودينكو
- 11.1917-12.1917 : اللفتنانت الجنرال Стогов ، Николай Николаевич